# Гейкель, Аксель Олай
Аксель Олай Гейкель (швед. Axel Olai Heikel; 28 февраля 1851, Брандё, Аландские острова, Великое княжество Финляндское — 6 сентября 1924, Хельсинки, Финляндия) — финский этнограф и археолог, профессор Хельсинкского университета, один из основоположников финно-угорской этнографии.

## Биография
Родился 28 февраля 1851 года в коммуне Брандё на Аландских островах в Великом княжестве Финляндском в семье выходцев из Швеции. Отец Карл Гейкель (швед. Karl Heikel) был лютеранским священнослужителем, мать звали Эмма Фредерика Валлин (швед. Emma Fredrika Wallin).
В 1869 году сдал экзамены в высшей школе, дававшей право на поступление в университет. В 1880 году защитил диссертацию на степень бакалавра философии, а в 1887 году — лиценциат.
В период 1883—1910 годов провел обширные этнографические и археологические исследования финно-угорских народов России. Профессор Хельсинкского университета.
Скончался 6 сентября 1924 года в Хельсинки.

## Избранные сочинения
- Die Gebäude der Tscheremissen, Mordvinen, Esten und Finnen 1888
- Inseriptions de, l’Orkhon (pääosa) 1892
- Antiquitiés de la Sibério occidentale 1894
- Mordvalaisten pukuja ja kuoseja 1899
- Die Volkstrachten in den Ostseeprovinzen 1909
- Die Stickmuster der Tscheremissen 1915
- Brunnsparkens historia 1834—1886